# Johann Heinrich Daniel Moldenhawer (Theologe)

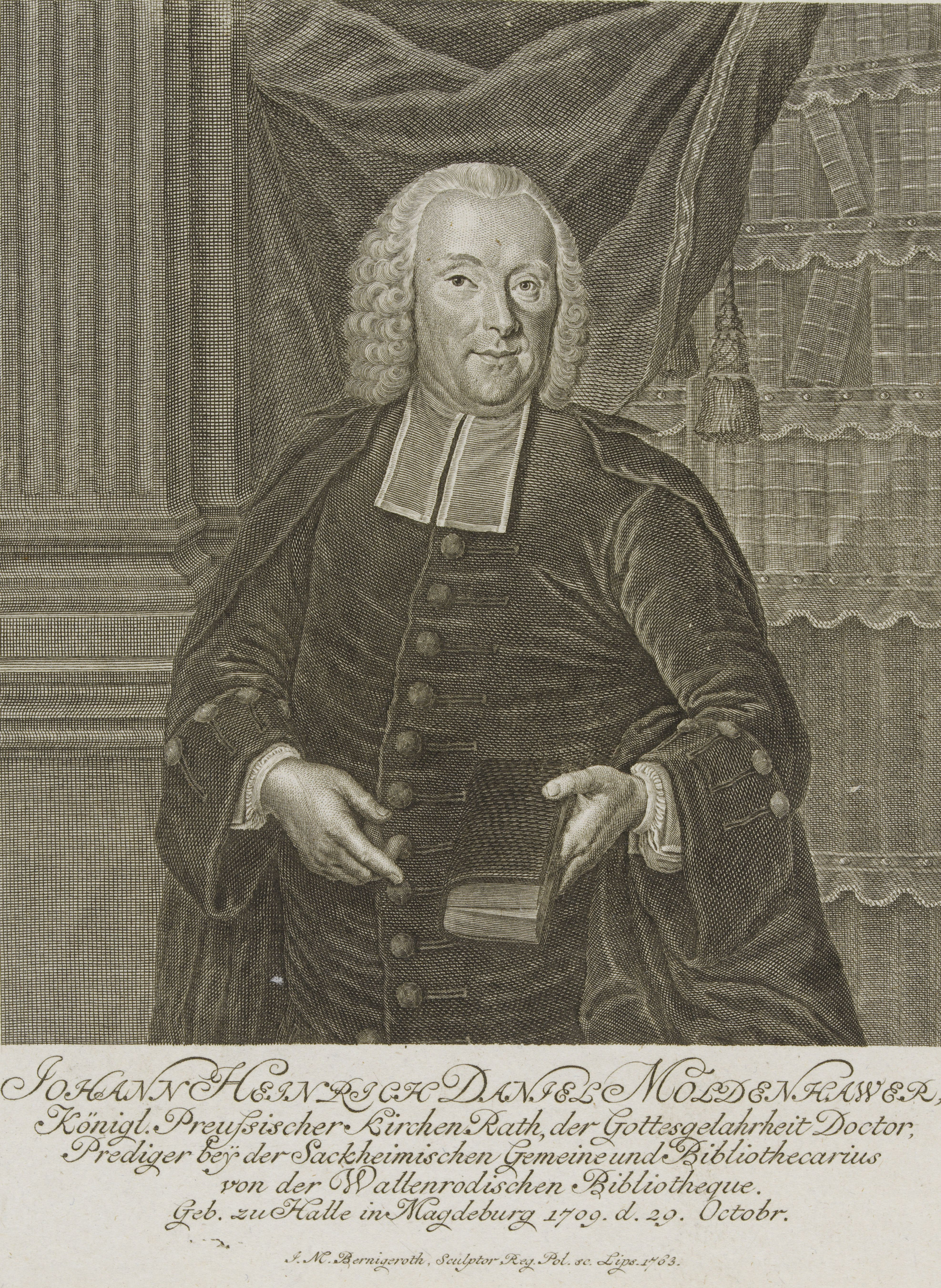
Kupferstich von Johann Martin Bernigeroth (1763)

Johann Heinrich Daniel Moldenhawer (* 29. Oktober 1709 in Halle an der Saale; † 8. April 1790 in Hamburg) war ein deutscher evangelischer Theologe, Bibliothekar und Bibelübersetzer.

## Leben
Moldenhawer studierte am Königsberger Collegium Fridericianum Theologie. 1733 wurde er Diakon in Kreuzberg, 1737 in Königsberg. 1744 wurde er zum außerordentlichen Professor der Theologie ernannt, 1764 wurde er ordentlicher Professor. 1756 bis 1763 war er Bibliothekar der Wallenrodtschen Bibliothek.
Nachdem er seine Wohnung und seine persönliche Bibliothek durch einen Brand verloren hatte, ging er 1765 nach Hamburg, wo er Dompastor und der letzte Lector secundarius am Hamburger Mariendom wurde. Die Zeit, die ihm neben dieser Tätigkeit blieb, verwendete er für Studien, er veröffentlichte zahlreiche Bücher und übersetzte alleine die gesamte Bibel. Er versuchte, den Inhalt der Bibel Gebildeten nahezubringen, und beteiligte sich mit einigen Schriften am Fragmentenstreit.
Moldenhawer war dreimal verheiratet und hatte 15 Kinder, darunter den Botaniker Johann Jacob Paul Moldenhawer und den Theologen und Bibliothekar Daniel Gotthilf Moldenhawer.

## Werke
- Einleitung in die Alterthümer d. Egypter, Juden, Griechen und Römer, Königsberg 1754
- Ohnmaßgebliche Gedanken über die Zeitrechnung der Begebenheiten, welche in dem Buche der Richter dargestellet werden, Hamburg, 1766
- Uebersetzung und Erläuterung des Alten Testaments, 10 Bände, Quedlinburg und Blankenburg, 1774–1787
- Das neue Testament so übersetzt und erklärt, dass es ein jeder Ungelehrte verstehen kann, 4 Teile, Quedlinburg und Blankenburg, 1787–1788